# Inquisitio de theloneis Raffelstettensis
L'Inquisitio de theloneis Raffelstettensis (con una traduzione libera dal latino medievale "Sulle regole doganali di Raffelstetten") è l'unico documento legale relativo al diritto doganale sopravvissuto risalente all'Europa altomedievale. L'opera fu pubblicata per la prima volta in epoca moderna nei Monumenta Germaniae Historica (a cura di A. Boretius e V. Krause, MGH Capit. 2, n. 253).

## Contenuto e stile
La raccolta di norme deve il nome a Raffelstetten, un punto doganale dove veniva pagata una tassa a ridosso del Danubio e pochi chilometri da Linz; oggi la località rientra nel territorio comunale di Asten, in Austria. Qui il re carolingio Ludovico IV il Fanciullo promulgò una regolamentazione dei pedaggi sui suoi domini, a seguito di un editto datato tra il 903 e il 906.
Il regolamento doganale ha una valore inestimabile per documentare il commercio e una sezione del diritto commerciale nell'Europa orientale del IX e X secolo. Il documento chiarisce che Raffelstetten era un luogo in cui i commercianti di schiavi tedeschi e le loro controparti slave si scambiavano merci. L'importanza economica del sito viene avvalorata dalla presenza nelle vicinanze di Raffelstetten di un luogo chiamato Ruzaramarcha (letteralmente, "la marca dei Ruzari", cioè dei Rus'), la cui esistenza viene rivelata in un atto di Ludovico II il Germanico risalente al 16 giugno 862. I mercanti cechi e della Rus' vendevano cera, schiavi e cavalli ai mercanti tedeschi, ma sale, armi e ornamenti erano le merci più ricercate da chi praticava il commercio di schiavi.
Forse la caratteristica più sorprendente del regolamento riguarda la mancata menzione del denaro di Carlo Magno, l'unica moneta ufficialmente riconosciuta nel Regno franco. Al suo posto, il documento parla di «skoti», una valuta su cui non si conoscono ulteriori informazioni nell'Europa carolingia. È possibile che tale termine fosse un prestito linguistico slavo.
Lo studioso russo Vasilij Vasilievskij ritiene che il documento, rappresentando il primo atto giuridico relativo al commercio della Rus', andava cronologicamente collocato nell'ambito di una lunga tradizione di scambi commerciali tra la Germania e la Rus' di Kiev. Un altro studioso russo, Alexander Nazarenko suggerisce che la via commerciale tra Kiev e Ratisbona (strata legitima, come viene etichettata nel testo) fosse importante in quel periodo quanto lo era quella tra Novgorod e Costantinopoli, cioè la via variago-greca, nel X secolo. 